# It's OK (canción de The Beach Boys)
«It's OK» es una canción escrita por Brian Wilson y Mike Love para la banda de rock estadounidense The Beach Boys. Fue lanzado en su álbum 15 Big Ones de 1976. Fue lanzado como sencillo el 9 de agosto de 1976 con "Had to Phone Ya" como lado B y trepó al número veintinueve en el Billboard Hot 100 en los Estados Unidos. "It's OK" fue lanzado posteriormente como el lado B del sencillo "It's Gettin' Late" editado el 17 de julio de 1985.

## Composición
En 1995, Brian dijo: "Eso fue escrito en los Brother Studios en Santa Mónica. Al final, donde  Dennis va (canta) 'Find a ride' pusimos dos de sus voces allí, y sonaba fan-tas-ti-co! Putamente fantástico con Dennis".

## En vivo
The Beach Boys tocaron la canción regularmente en una gira después de su lanzamiento en 1976, sin embargo, la canción no se volvió a tocar en vivo hasta principios de la década de 2000. Sin embargo, la canción se incluyó en algunos setlists durante el 50 aniversario de The Beach Boys Tour con Mike Love en la voz principal y Brian Wilson cantando la parte de su hermano Dennis.

## Créditos
The Beach Boys
- Ricky Fataar – batería
- Al Jardine – armonías y coros
- Mike Love – voz principal, armonías y coros
- Brian Wilson – armonías y coros; piano, órgano eléctrico, Moog Taurus (pedales de bajo)
- Carl Wilson – armonías, coros; guitarra
- Dennis Wilson – voz principal, armonías y coros; batería

Músicos adicionales y personal de producción
- Dennis Dreith – clavinet
- Jules Jacobs – clavinet
- Marilyn Wilson – coros
- Roy Wood – saxofón